# Cocarde péruvienne

Cocarde péruvienne

La cocarde péruvienne (espagnol : Escarapela del Perú) est un emblème national du Pérou. En revanche, elle n’est pas reconnue et ne jouit d’aucun statut officiel dans la constitution nationale, malgré l’existence, depuis 1825, d’une loi disposant ses dimensions et ses particularités.
La cocarde est souvent portée comme un insigne que l’on attache sur les vêtements, généralement au niveau du côté gauche de la poitrine. Son usage est tellement répandu lors des festivités nationales au mois de juillet que plusieurs dirigeants ou personnalités publiques péruviennes affichent leur patriotisme en arborant une cocarde bicolore.